# Championnats panaméricains de VTT 2021
Navigation
Édition précédente Édition suivante
Les Championnats panaméricains de VTT 2021 ont lieu du 24 mars au 26 septembre 2021 dans divers lieux. Du 24 au 28 mars, Salinas à Porto Rico accueille les compétitions de cross-country et cross-country eliminator et les épreuves de descente sont organisées du 24 au 26 septembre à  Sapiranga au Brésil .

## Résultats

### Cross-country
| Épreuves               | Or                                                                                                   | Argent                                                                                       | Bronze                                                                                              |
| ---------------------- | --- | -------------------------------------------------------------------------------------------- | --------------------------------------------------------------------------------------------------- |
| Hommes élites          | Gerardo Ulloa                                                                                        | Jhonnatan Botero                                                                             | Catriel Soto                                                                                        |
| Hommes short track     | Gerardo Ulloa                                                                                        | Martín Vidaurre                                                                              | Patricio Farias                                                                                     |
| Hommes moins de 23 ans | Martín Vidaurre                                                                                      | Esteban Herrera                                                                              | Angel Barron                                                                                        |
| Hommes juniors         | Camilo Gomez                                                                                         | David Rico                                                                                   | Daniel Ibáñez                                                                                       |
| Femmes élites          | Daniela Campuzano                                                                                    | Sofía Gómez Villafañe                                                                        | Kelsey Urban                                                                                        |
| Femmes short track     | Kelsey Urban                                                                                         | Sofía Gómez Villafañe                                                                        | Daniela Campuzano                                                                                   |
| Femmes moins de 23 ans | Savilia Blunk                                                                                        | Madigan Munro                                                                                | Catalina Vidaurre                                                                                   |
| Femmes juniors         | Ruth Holcomb                                                                                         | Lauren Aggeler                                                                               | Mia Aseltine                                                                                        |
| Relais mixte           | États-Unis Russell Finsterwald Bradyn Lange Ruth Holcomb Ethan Villaneda Madigan Munro Savilia Blunk | Chili Nicolas Delich Evelyn Muñoz Matias Urzua Sofia Mires Catalina Vidaurre Martin Vidaurre | Costa Rica Steven Vargas Isabella Gómez Sebastián Brenes Marisol Garcia Milagro Mena Carlos Herrera |

### Cross-country eliminator
| Épreuves | Or            | Argent        | Bronze            |
| -------- | ------------- | ------------- | ----------------- |
| Hommes   | Jacob Morales | Ricky Morales | Sebastian Miranda |
| Femmes   | Kiara Marrero | Fatima Hijar  | Michela Molina    |

### Descente
| Épreuves | Or              | Argent                 | Bronze          |
| -------- | --------------- | ---------------------- | --------------- |
| Hommes   | Leonardo Becher | Camilo Salazar Sanchez | Gabriel Camargo |
| Femmes   | Mariana Salazar | Bruna Ulrich           | Nara Faria      |